# Eerste klasse 1947-48 (voetbal België)
Het seizoen 1947/48 van de Belgische Eerste Klasse ging van start in de zomer van 1947 en eindigde in de lente van 1948. De competitie, die onder de naam Ere Afdeling plaatsvond, telde 16 clubs. RFC Malinois werd voor de derde keer in de geschiedenis van de club kampioen.

## Gepromoveerde teams
Deze teams waren gepromoveerd uit de Tweede Klasse (deze klasse werd nog Eerste Afdeling genoemd) voor de start van het seizoen:
- R. Uccle Sport (kampioen in Eerste Afdeling A)
- R. Charleroi SC (kampioen in Eerste Afdeling B)

## Degraderende teams
Deze teams degradeerden naar Tweede Klasse op het eind van het seizoen:
- R. Uccle Sport
- K. Liersche SK

## Titelstrijd
RFC Malinois werd kampioen met vijf punten voorsprong op vicekampioen RSC Anderlecht. Derde werd RFC Liégeois dat zeven punten achterstand telde op de kampioen.

## Degradatiestrijd
K. Liersche SK en het pas gepromoveerde R. Uccle Sport eindigden op de twee laatste plaatsen. Ze telden beide evenveel punten en evenveel gewonnen wedstrijden. Liersche eindigde op de laatste plaats wegens een slechter doelsaldo. Beide hadden drie punten achterstand op een drietal ploegen.

## Eindstand
|   |    |                             | P  | W  | G | V  | +  | -  | DS  | Ptn |
| - | -- | --------------------------- | -- | -- | - | -- | -- | -- | --- | --- |
| K | 1  | RFC Malinois                | 30 | 18 | 7 | 5  | 70 | 39 | 31  | 43  |
|   | 2  | RSC Anderlechtois           | 30 | 17 | 4 | 9  | 72 | 50 | 22  | 38  |
|   | 3  | RFC Liégeois                | 30 | 16 | 4 | 10 | 73 | 62 | 11  | 36  |
|   | 4  | R. Antwerp FC               | 30 | 15 | 5 | 10 | 61 | 37 | 24  | 35  |
|   | 5  | ARA La Gantoise             | 30 | 12 | 7 | 11 | 50 | 55 | -5  | 31  |
|   | 6  | R. OC de Charleroi          | 30 | 13 | 4 | 13 | 55 | 39 | 16  | 30  |
|   | 7  | R. Berchem Sport            | 30 | 11 | 7 | 12 | 53 | 59 | -6  | 29  |
|   | 8  | K. Boom FC                  | 30 | 13 | 3 | 14 | 47 | 53 | -6  | 29  |
|   | 9  | R. Beerschot AC             | 30 | 13 | 3 | 14 | 59 | 67 | -8  | 29  |
|   | 10 | Union Royale Saint-Gilloise | 30 | 13 | 3 | 14 | 65 | 76 | -11 | 29  |
|   | 11 | K. Lyra                     | 30 | 11 | 5 | 14 | 65 | 76 | -11 | 27  |
|   | 12 | R. Racing Club de Bruxelles | 30 | 9  | 8 | 13 | 41 | 60 | -19 | 26  |
|   | 13 | R. Standard Club Liège      | 30 | 10 | 6 | 14 | 66 | 59 | 7   | 26  |
|   | 14 | R. Charleroi SC             | 30 | 11 | 4 | 15 | 60 | 73 | -13 | 26  |
| D | 15 | R. Uccle Sport              | 30 | 10 | 3 | 17 | 52 | 67 | -15 | 23  |
| D | 16 | K. Liersche SK              | 30 | 10 | 3 | 17 | 47 | 81 | -34 | 23  |

P: wedstrijden gespeeld, W: wedstrijden gewonnen, G: gelijke spelen, V: wedstrijden verloren, +: gescoorde doelpunten, -: doelpunten tegen, DS: doelsaldo, Ptn: totaal punten
K: kampioen, D: degradeert

## Topschutter
| Scorer       | Goals | Team          |        |
| ------------ | ----- | ------------- | ------ |
| Jan Goossens | 25    | ROC Charleroi | België |

1895/96 · 1896/97 · 1897/98 · 1898/99 · 1899/00 · 1900/01 · 1901/02 · 1902/03 · 1903/04 · 1904/05 · 1905/06 · 1906/07 · 1907/08 · 1908/09 · 1909/10 · 1910/11 · 1911/12 · 1912/13 · 1913/14 · 1914/15 · 1915/16 · 1916/17 · 1917/18 · 1918/19 · 
1919/20 · 1920/21 · 1921/22 · 1922/23 · 1923/24 · 1924/25 · 1925/26 · 1926/27 · 1927/28 · 1928/29 · 1929/30 · 1930/31 · 1931/32 · 1932/33 · 1933/34 · 1934/35 · 1935/36 · 1936/37 · 1937/38 · 1938/39 · 1939/40 · 1940/41 · 1941/42 · 1942/43 · 1943/44 · 1944/45 · 1945/46 · 1946/47 · 1947/48 · 1948/49 · 1949/50 · 1950/51 · 1951/52 · 1952/53 · 1953/54 · 1954/55 · 1955/56 · 1956/57 · 1957/58 · 1958/59 · 1959/60 · 1960/61 · 1961/62 · 1962/63 · 1963/64 · 1964/65 · 1965/66 · 1966/67 · 1967/68 · 1968/69 · 1969/70 · 1970/71 · 1971/72 · 1972/73 · 1973/74 · 1974/75 · 1975/76 · 1976/77 · 1977/78 · 1978/79 · 1979/80 · 1980/81 · 1981/82 · 1982/83 · 1983/84 · 1984/85 · 1985/86 · 1986/87 · 1987/88 · 1988/89 · 1989/90 · 1990/91 · 1991/92 · 1992/93 · 1993/94 · 1994/95 · 1995/96 · 1996/97 · 1997/98 · 1998/99 · 1999/00 · 2000/01 · 2001/02 · 2002/03 · 2003/04 · 2004/05 · 2005/06 · 2006/07 · 2007/08 · 2008/09 · 2009/10 · 2010/11 · 2011/12 · 2012/13 · 2013/14 · 2014/15 · 2015/16 · 2016/17 · 2017/18 · 2018/19 · 2019/20 · 2020/21· 2021/22 · 2022/23 · 2023/24 · 2024/25